# Ambroży
Ambroży (gr. ambrósios – boski, nieśmiertelny, święty od (am)brotós – (nie)śmiertelny) – imię męskie pochodzenia greckiego. 
Chrześcijańskim patronem tego imienia jest późnorzymski biskup św. Ambroży.
Imieniny obchodzi: 17 marca, 20 marca, 4 kwietnia, 19 lipca, 16 sierpnia, 16 października, 18 października, 2 listopada i 7 grudnia.
Żeńskim odpowiednikiem jest Ambrozja.

## Odpowiedniki w innych językach[2]
- angielski – Ambrose
- bułgarski – Амвроси (Amvrosi)
- czeski – Ambrož
- esperanto – Ambrozo[3]
- francuski – Ambroise
- hiszpański, portugalski – Ambrosio
- holenderski – Ambrosius (Broos)
- niemiecki, szwedzki – Ambrosius
- rosyjski – Амбросий (Ambrosij), Амвросий (Amwrosij), Амбросим, Абросим, Обросим[4].
- rumuński – Ambrozie, Amvrosie
- słowacki – Ambróz
- węgierski – Ambrus (Ambos), Ambró
- włoski – Ambrosio, Ambrogio

## Znane osoby tego imienia
- Ambroży – święty, biskup Mediolanu
- Ambrose Burnside – wojskowy i polityk amerykański, członek Partii Republikańskiej
- Ambrogio Casati – włoski malarz futurystyczny
- Ambroży Grabowski – polski historyk, księgarz, kolekcjoner
- Ambrož Hradecký (? – 1439) – czeski kaznodzieja, polityk i dowódca husycki
- Ambroise-Auguste Liébeault – francuski lekarz
- Ambrogio Lorenzetti – włoski malarz
- Ambrogio de Predis – włoski malarz renesansowy
- Ambroży Sansedoni – włoski dominikanin, błogosławiony Kościoła katolickiego
- Ambroży Mikołaj Skarżyński – polski generał
- Ambroise Thomas – francuski kompozytor
- Ambroży Towarnicki – polski lekarz, polityk

### Znane postacie fikcyjne o tym imieniu
- Ambroży Kleks – postać z Akademii pana Kleksa